# 240 mm armata mle 84/17 St. Chamond
Canon de 240 L mle 84/17 St Chamond – francuska ciężka armata polowa kalibru 240 mm z okresu I wojny światowej, używana także w II wojnie światowej.
Przed rozpoczęciem I wojny światowej francuska koncepcja prowadzenia działań wojennych zakładała szybką wojnę manewrową, gdzie nie ma miejsca na ciężkie i trudne do transportu armaty dużego kalibru, armia francuska została wyposażona głównie w lekkie i szybkostrzelne (jak na ówczesne czasy) armaty de 75 mle 1897. Przebieg działań wojennych w 1914 negatywnie zweryfikował francuską doktrynę i kiedy okazało się, że zamiast spodziewanej szybkiej wojny manewrowej konflikt przeistoczył się w statyczną wojnę pozycyjną armia francuska nie posiadała prawie żadnych armat dużego kalibru potrzebnych do niszczenia umocnionych pozycji przeciwnika.
W odróżnieniu od innej ciężkiej armaty polowej canon de 220 L mle 1917 Schneider, która została zaprojektowana przy wykorzystaniu lufy armaty okrętowej, mle 84/17powstała na podstawie armaty mle 1884 używanej we francuskich fortyfikacjach. Produkcję łoża do nowej armaty rozpoczęto w 1917 i już w tym roku weszła ona do służby jako canon de 240 L mle 84/17 St Chamond (Can 240 L 84/14, St Ch).  Ponieważ szybko zabrakło oryginalnych armat wz. 1884, rozpoczęto także produkcję nowych luf – ta wersja armaty otrzymała oznaczenie Can 240 L mle 1917 St Ch.
Masa armaty z łożem wynosiła ponad 31 ton, transportowana była w dwóch częściach (osobno łoże i lufa), do jej transportu używano zazwyczaj ciągników parowych.  Ustawienie jej na stanowisku bojowym trwało kilka dni. Armata tego typu miotała pocisk o masie 161 kg na odległość do 17 300 m.
W momencie rozpoczęcia II wojny światowej armia francuska miała na wyposażeniu jeszcze dwie lub trzy baterie armat tego typu, po ich zdobyciu przez Wehrmacht kilka zostało umieszczonych w fortyfikacjach obronnych Wału Atlantyckiego.  W służbie niemieckiej znane były jako 24cm Kanone 556(f).